# Марко Бочар
Марко Бочар или Маркос Боцарис (на гръцки: Μάρκος Μπότσαρης; на албански: Marko Boçari) е водач на сулиотите в Османски Епир. Герой от Сулиотската война и Гръцката война за независимост. По произход е сулиот, въпреки че има спорове относно етническия произход на баща му революционера Кръстьо Бочар. Самият Марко е двуезичен, знаел е албански и гръцки.

## Биография
Марко Бочар е роден през 1790 година в Сули, Епир, като втори син на Кръстьо Бочар. Има три деца - двама сина и дъщеря, известната красавица Катерина Бочар.
След превземането на Сули през 1803 година Марко Бочар бяга с останалите Сулиоти на Йонийските острови, където се включва във френския албански полк. През 1814 година се присъединява към Филики Етерия и взима участие в Гръцката война за независимост срещу Османската империя. Отличава се при първата обсада на Месолонги в 1822-1823 година. В нощта на 21 август 1823 г. Марко Боцарис пленява Мустай Паша, ръководител на авангарда на османската войска, но по-късно е застрелян в главата в битката при Кърпеница. Тогава негов знаменосец е Демир Трайко Цветков от Крушево.
Марко Бочар е възпят от Виктор Юго и е герой и в повестта „Гибелта на Сули“ на Прокоп Хохолоушек.  Неговият син Димитриос Боцарис (1813-1870) е три пъти министър на войната на Кралство Гърция, а дъщеря му Катерина Боцарис е първа придворна дама, като част от антуража на кралица Амалия Гръцка.

## Памет
На Марко Бочар е наречена улица в квартал „Христо Смирненски“ в София (Карта).